# Эргашходжаев, Исламджан Джасурович
Исламджан Джасурович Эргашходжаев (узб. Islamjan Jasurovich Ergashxojaev; род. в 1970 году, Ташкент, Узбекская ССР, СССР) — узбекский юрист и государственный деятель.

## Биография
Исламжан Джасурович окончил Ташкентский Государственный юридический институт. С 1999 до 2004 года занимал разные посты в Генеральной прокуратуре Узбекистана. До 2009 года был прокурором Мирабадского района Ташкента. С 2009 по 2011 год был назначен прокурором города Ахангаран. С 2011 года работал хокимом Пскентского района. С марта по август 2016 года был первым заместителем хокима области по административным вопросам, координации деятельности правоохранительных органов, органов самоуправления и молодёжной политики.
С 12 августа по 14 декабря 2016 года занимал должность хокима Ташкентской области. В марте 2023 года назначен прокурором Джизакской области на второй срок.